# La Seybouse
La Seybouse est un ancien journal bimensuel créé par Jean-François Dagand le 4 juillet 1843 à Bône, qui est maintenant connu sous le nom de Annaba en Algérie. Publié par l'Imprimerie de Dagand, il est considéré comme l'un des premiers journaux à avoir été publié en Algérie. Le journal a cessé de paraître en 1887.

## Histoire

### Création
Le journal La Seybouse est un ancien journal bimensuel créé par Jean-François Dagand, né à Chambéry le 12 juin 1805. À l'âge de 37 ans, en 1842, il s'établit à Bône (aujourd'hui Annaba) en Algérie, où il crée une imprimerie nommée "Imprimerie de Dagand"  en 1842 qui édite ensuite le journal. 
L'année suivante, le 4 juillet 1843, il publie le premier numéro de La Seybouse, un titre choisi en référence à la rivière qui traverse la ville de Bône. Le journal traite de l'actualité de l'est de l'Algérie, notamment de la ville où il est édité. D'après l'historien David Prochaska, le journal est l'un des premiers à voir le jour en Algérie, étant notamment le deuxième à être fondé. 

### Contenu et format

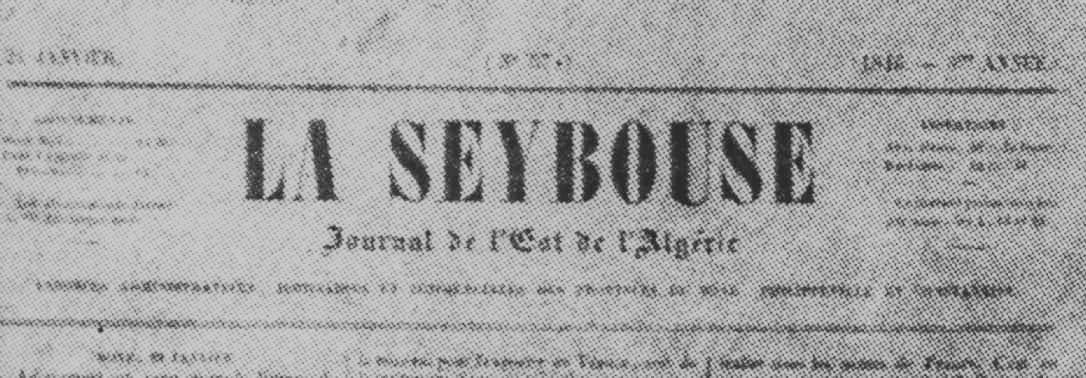
Le journal La Seybouse.

Le journal est imprimé sur quatre pages au format M. 32 (32 cm x 24 cm), avec chaque page divisée en trois colonnes.
Le journal est publié deux fois par mois, avec des dates variables, incluant le 4, le 14 et le 24 de chaque mois. Le coût de l'abonnement annuel était de 14 francs.
La quatrième page du journal sert exclusivement aux annonces légales, judiciaires, administratives et commerciales, ainsi qu'aux bulletins d'état civil. Elle sert également à publier les listes des arrivées et départs des passagers, les mercuriales et les mouvements des navires.

### Direction et disparition
Dagand, le propriétaire et imprimeur du journal, dirige celui-ci jusqu'à sa mort le 14 mars 1877. Après son décès, son neveu, Emile Thomas, lui succède à la tête de l'imprimerie et journal.
Le journal La Seybouse voit la collaboration d'Albert Fournier, cousin d'Eugène Spuller, de 1872 à 1886. Après cette période, en 1886, il est nommé rédacteur en chef du journal La Démocratie Algérienne, avant qu'il décède en 1890.
L'imprimerie Degard, dirigée par Emile Thomas, effectue néanmoins chaque année religieusement, et pendant longtemps, le dépôt au parquet de Bône, d'un numéro occasionnel pour ne pas perdre les droits de propriété du titre, avant que le journal ne disparaisse définitivement en 1887.